# 남자는 절개 여자는 배짱
"남자는 절개 여자는 배짱"은 한국에서 제작된 김화랑 감독의 1966년 영화이다. 김희갑 등이 주연으로 출연하였고 이수길 등이 제작에 참여하였다.

## 출연

### 주연
- 김희갑
- 서영춘
- 엄앵란

## 기타
- 조명: 김윤덕
- 미술: 홍성칠